# 1. Līga 1994
La 1. Līga 1994 è stata la 3ª edizione della seconda divisione del calcio lettone dalla ritrovata indipendenza.  Il Kvadrats Rīga ha vinto il campionato ottenendo la promozione in massima serie.

## Stagione

### Formula
Le 12 squadre partecipanti si affrontavano in gironi di andata e ritorno per un totale di 22 incontri per squadra. La vincitrice e la seconda classificata venivano promosse in Virslīga 1995, mentre le ultime tre venivano retrocesse in 2. Līga.
Erano assegnati due punti per la vittoria, uno per il pareggio e zero per la sconfitta.

## Squadre partecipanti
| Club                  | Città      | Stagione precedente         |
| --------------------- | ---------- | --------------------------- |
| Cerība Preiļi         | Preiļi     | ?                           |
| Jūrnieks              | Rīga       | ?                           |
| Kvadrats              | Rīga       | 6° in 1. Līga               |
| FK Gulbene            | Gulbene    | ?                           |
| Latgale Daugavpils    | Daugavpils | 8° in 1. Līga               |
| Lokomotīve Daugavpils | Daugavpils | Club di nuova fondazione    |
| Auda Riga             | Rīga       | 9° in 1. Līga               |
| Rīga-LSPA Rīga        | Rīga       | Club di nuova fondazione    |
| Smiltene              | Smiltene   | ?                           |
| Starts                | Brocēni    | 4° in 1. Līga               |
| Strotos Rīga          | Rīga       | 7° in 1. Līga               |
| Valmiera              | Valmiera   | 10° in Virslīga, retrocesso |
| Venta                 | Ventspils  | ?                           |

## Classifica finale
|  | Pos. | Squadra               | Pt | G  | V  | N | P  | GF | GS | DR  |
|  | ---- | --------------------- | -- | -- | -- | - | -- | -- | -- | --- |
|  | 1.   | Kvadrats              | 36 | 22 | 16 | 4 | 2  | 62 | 17 | +45 |
|  | 2.   | Starts                | 34 | 22 | 16 | 2 | 4  | 60 | 17 | +43 |
|  | 3.   | Jūrnieks              | 31 | 22 | 14 | 3 | 5  | 55 | 18 | +37 |
|  | 4.   | Lokomotīve Daugavpils | 31 | 22 | 13 | 5 | 4  | 37 | 24 | +13 |
|  | 5.   | Latgale Daugavpils    | 27 | 22 | 12 | 3 | 7  | 43 | 25 | +18 |
|  | 6.   | Venta                 | 20 | 22 | 8  | 4 | 10 | 37 | 42 | -5  |
|  | 7.   | Valmiera              | 19 | 22 | 9  | 1 | 12 | 31 | 37 | -6  |
|  | 8.   | Auda Riga             | 17 | 22 | 7  | 3 | 12 | 30 | 42 | -12 |
|  | 9.   | Rīga-LSPA Rīga        | 16 | 22 | 8  | 0 | 14 | 28 | 41 | -13 |
|  | 10.  | Cerība Preiļi         | 15 | 22 | 5  | 5 | 12 | 25 | 51 | -26 |
|  | 11.  | FK Gulbene            | 10 | 22 | 3  | 4 | 15 | 15 | 50 | -35 |
|  | 12.  | Smiltene              | 8  | 22 | 3  | 2 | 17 | 12 | 71 | -59 |

## Verdetti finali
- Kvadrats Rīga e Starts promossi in Virslīga 1994.
- Cerība, Gulbene e Smiltene retrocesse in 2. Līga.